# Backomyia anomala
Backomyia anomala är en tvåvingeart som beskrevs av Wilcox och Martin 1957. Backomyia anomala ingår i släktet Backomyia och familjen rovflugor.
Artens utbredningsområde är Kalifornien. Inga underarter finns listade i Catalogue of Life.